# جو وودکاک
جو وودکاک (انگلیسی: Jo Woodcock؛ زادهٔ ۹ سپتامبر ۱۹۸۸) بازیگر اهل بریتانیا است.
از فیلم‌ها یا مجموعه‌های تلویزیونی که وی در آن‌ها نقش داشته‌است، می‌توان به تلفات، مارپل آگاتا کریستی، تصویر دوریان گری، آدمکشان میدسامر، شاهد خاموش و پوآرو اشاره نمود.